# Franz Dollinger
Franz Dollinger (* 27. Oktober 1957 in Vöcklabruck, Oberösterreich) ist ein österreichischer Raumplaner im Ruhestand. Er war von 1987 bis 2020 Raumplanungsfachmann beim Land Salzburg.

## Leben
Franz Dollinger besuchte die Volksschule in Attnang-Puchheim sowie das Gymnasium und die Höhere Technische Lehranstalt in Vöcklabruck. Anschließend studierte er Geografie mit Germanistik an der Paris-Lodron-Universität Salzburg und beendete sein Studium 1984 mit Promotion mit einer Dissertation über eine Naturgefahrenkartierung auf geomorphologischer Grundlage am Nordrand des oberösterreichischen Höllengebirges. Diese Arbeit wurde im Jahr 1985 von der Österreichischen Geographischen Gesellschaft (ÖGG) mit dem Johann-Hampel-Preis ausgezeichnet. Von 1986 bis 2019 war er durchgehend Lehrbeauftragter für Raumplanung an der Universität Salzburg und habilitierte sich 1998 für das Gesamtgebiet der Geographie mit einer Arbeit über die Naturräume des Landes Salzburg. Die Habilitationsschrift wurde in der Schriftenreihe Forschungen zur deutschen Landeskunde der Deutschen Akademie für Landeskunde veröffentlicht. Für diese Arbeit erhielt er den Hans-Bobek-Preis der ÖGG. Er wurde 1998 mit der Verleihung der Venia docendi der Universität Salzburg dem Fachbereich Geographie und Geologie als Privatdozent zugeordnet und hielt Lehrveranstaltungen im Bereich Landschaftsökologie, Geomorphologie, Raumplanung und Umweltplanung bis zum Sommersemester 2018.
Im Jahr 1989 gründete er mit Josef Strobl die internationale Tagung AGIT – Symposium und Fachmesse für Angewandte Geoinformatik, die von 1989 bis 2022, zuletzt unter der Bezeichnung GI-Forum-Salzburg in der ersten Juliwoche durchgeführt wurde. Die Bedeutung dieser Tagung insbesondere im deutschsprachigen Raum zeigt die Anzahl der Teilnehmer, die von knapp unter 100 im Jahr 1989 auf über 1.000 in den 2000er-Jahren anstieg. Dollinger fungierte von 1989 bis 1998 als Mitherausgeber der Tagungsbände und zog sich ab 1999 von dieser Aufgabe zurück. Die Tagungsbände erschienen bis 1997 im Selbstverlag in der Schriftenreihe Salzburger Geographische Materialen und ab 1998 beim Wichmann-Verlag.
Ab 1987 war er im Amt der Salzburger Landesregierung in der für Raumplanung zuständigen Abteilung tätig. Dabei arbeitete er von 1987 bis 1992 am Aufbau des Salzburger Geographischen Informationssystems (SAGIS) mit. Von 1993 bis 1996 war er im damaligen Referat Landesplanung für die Landes- und Regionalplanung verantwortlich und stellte mit seinen Mitarbeitern im Jahr 1994 das erste Landesentwicklungsprogramm des Landes Salzburg fertig (LEP 1994).
In diesem Jahr absolvierte er im Vorfeld des österreichischen EU-Beitritts ein dreimonatiges Praktikum bei der Europäischen Kommission in Brüssel und beschäftigte sich seitdem auch mit der Europäischen Raumentwicklungspolitik.
Ab 1997 war er Fachreferent für Raumforschung und grenzüberschreitende Raumplanung und war seitdem für die Raumforschung, die Raumordnungsberichte und die Zusammenarbeit mit den Nachbarländern zuständig. In dieser Funktion vertrat er auch die österreichischen Länder gemeinsam mit Mitarbeitern des österreichischen Bundeskanzleramts zuerst im Informellen Ratsausschuss für Raumentwicklung bei der Entstehung des Europäischen Raumentwicklungskonzepts (EUREK) und ab 2003 im Begleitausschuss des ESPON-Netzwerkes. Auf der regionalen Ebene war er von 2003 bis 2020 an mehreren grenzüberschreitenden und transnationalen EU-Projekten zum globalen Wandel beteiligt, beim grenzüberschreitenden Projekt Masterplan für die Kernregion Salzburg gemeinsam mit den Regionalmanagern der EuRegio Salzburg-Berchtesgadener Land-Traunstein als Projektleiter.
Seit dem 1. Dezember 2020 befindet er sich im Ruhestand. Er ist weiterhin als Fachbeirat für den Naturschutzbund Österreich und den Stadtverein Salzburg tätig.
Am 27. Juli 2022 verlieh ihm die Paris-Lodron-Universität Salzburg den Titel Honorarprofessor.

## Schriften (Auswahl)
Monografien
- Das Naturraumrisiko im oberen Aurachtal (Oberösterreich). Methodologische Probleme seiner Quantifizierung mittels einer geomorphologischen Kartierung (= Salzburger geographische Arbeiten. Band 13). Institut für Geographie der Universität Salzburg, Salzburg 1985, OCLC 165690718 (Dissertation, 1984).
- Die Naturräume im Bundesland Salzburg. Erfassung chorischer Naturraumeinheiten nach morphodynamischen und morphogenetischen Kriterien zur Anwendung als Bezugsbasis in der Salzburger Raumplanung (= Forschungen zur deutschen Landeskunde. Band 245). Deutsche Akademie für Landeskunde, Flensburg 1998, ISBN 3-88143-057-1 (Habilitationsschrift, Paris-Lodron-Universität, u.d.T.: Die Naturräume des Bundeslandes Salzburg).
- Das Dilemma und die Paradoxien der Raumplanung. Eine Exkursion im Bereich von Stadt und Land Salzburg unter der Führung von Don Quijote und Sancho Panza (= Stadt- und Raumplanung. Band 18). Erster Teil. LIT-Verlag, Wien 2021, ISBN 978-3-643-50900-0.
- 65 Jahre Salzburger Raumordnungsgesetz und 50 Jahre Landesentwicklungsplanung. Die Entwicklung der Paradigmen der Salzburger Raumplanung in der Zweiten Republik. Eine persönliche Festschrift zur Salzburger Raumordnung nach 35 Jahren Tätigkeit in der Raumplanung (= Stadt- und Raumplanung. Band 22). LIT-Verlag, Wien 2022, ISBN 978-3-643-51072-3.

Buchbeiträge
- Die Rolle des Alpenraums im Österreichischen Raumentwicklungskonzept – Ein unbekannter Ballungsraum als Erholungsgebiet für die alpennahen Agglomerationen. In: W. Gamerith, P. Messerli, P. Meusburger und H. Wanner, (Hrsg.): Alpenwelt - Gebirgswelten. Inseln, Brücken, Grenzen. Tagungsbericht und wissenschaftliche Abhandlungen zum 54. Deutschen Geographentag Bern 2003. 28. September bis 4. Oktober 2003. Heidelberg und Bern 2004, S. 663–670.
- Entgrenzung in der Kernregion Salzburg. Die Entwicklungsgeschichte eines grenzüberschreitenden Ballungsraums nicht nur am Beispiel des Einzelhandels. In: Martin Heintel, Robert Musil und Norbert Weixlbaumer (Hrsg.): Grenzen. Theoretische, konzeptionelle und praxisorientierte Fragestellungen zu Grenzen und deren Überschreitungen. (= RaumFragen: Stadt – Region – Landschaft). Springer, Wiesbaden 2018, ISBN 978-3-658-18432-2, S. 255–279.
- Raumordnung im Widerstreit politischer Interessen. Welche politische Ebene trägt die Verantwortung für den Titel „Europameister im Flächenverbrauch“? In: Christian Dirninger, Reinhard Heinisch, Robert Kriechbaumer, Franz Wieser (Hrsg.): Salzburger Jahrbuch für Politik 2018 (= Schriftenreihe des Forschungsinstituts für politisch-historische Studien der Dr. Wilfried-Haslauer-Bibliothek. Band 072/1). Böhlau-Verlag, Wien, Köln, Weimar 2018, ISBN 978-3-205-20864-8, S. 204–231.
- Der Ländliche Raum Salzburgs als Objekt der Politik vor und nach dem EU-Beitritt am Beispiel der Freizeitnutzung von Grund und Boden und der touristischen Infrastruktur. In: Christian Dirninger et al. (Hrsg.): Salzburger Jahrbuch für Politik 2022. (= Schriftenreihe des Forschungsinstitutes für politisch-historische Studien der Dr.-Wilfried-Haslauer-Bibliothek. Band 72). Böhlau-Verlag, Wien und Köln 2022, ISBN 978-3-205-21649-0, S. 190–219.